# 海州青年站
海州青年站（：／ Haeju Ch'ongnyŏn yŏk */?）是位于朝鮮民主主義人民共和國黄海南道海州市的一個鐵路車站。海州青年站是甕津線與白川線的起點站與黄海青年線的終點站。

## 概要
海州站設立於朝鮮日治時期，為港灣式月台型態。可由黃海青年線接平義線，是首都平壤的南大門。

## 车站周边
- 海州體育場
- 海州梨樹
- 廣石川

## 邻近车站
- 黃海青年線

長芳站 - 海州青年站
- 甕津线

海州青年站 - 王神站
- 白川线

海州青年站 - 長芳站